# Kallithea
Kallithea (in greco Καλλιθέα?) è un comune della Grecia situato nella periferia dell'Attica (unità periferica di Atene Meridionale) con 97 616 abitanti secondo i dati del censimento 2021.

## Amministrazione

### Gemellaggi
- Ferrara, dal 1995